# PNC Bank Building (Toledo)
El PNC Bank Building (anteriormente National City Bank Building) es un rascacielos de 112 m de altura ubicado en 405 Madison Avenue en el centro de la ciudad de Toledo, en el estado de Ohio (Estados Unidos). El edificio con estructura de acero revestido de piedra caliza de Indiana se construyó en 1930 y es un ejemplo del estilo arquitectónico art déco. Se mantuvo como más alto de Toledo durante 39 años, desde su finalización en 1930 hasta la coronación de la Fiberglas Tower en 1969. El PNC Bank Building es actualmente el tercer edificio más alto de Toledo.

## Historia
El Ohio Bank Building, como se llamó inicialmente, fue construido en 1929-30 por Ohio Savings Bank And Trust para su uso como sede. Costó 5,5 millones de dólares de entonces. Fue diseñado por el estudio de arquitetura Mills, Rhines, Bellman & Nordhoff. El Ohio Savings Bank And Trust ocupó el edificio de oficinas durante menos de un año antes de que el banco cerrara durante la Gran Depresión.
En 1935, Owens-Illinois Glass Company (O-I) se trasladó al edificio, que se conoció entonces como el Owens-Illinois Building y tenía en su cúspide un gran letrero de O-I. Cuando O-I se mudó a One SeaGate en 1982, el letrero fue donado a Owens Community College y se trasladó al campus por un helicóptero.
El edificio fue comprado en 1982 por Ohio Citizens Bank, con sede en Toledo, y pasó a llamarse Ohio Citizens Bank Building.
El Ohio Citizens Bank se fusionó posteriormente con el National City Bank con sede en Cleveland, Ohio, y en 1992 el nombre del edificio cambió a National City Bank Building.
En 1997, Ohio Citizens Bank vendió el edificio por 8,3 millones de dólares a 405 Madison Ltd. LLC. Los nuevos propietarios restauraron gran parte del yeso ornamental original, las gárgolas, el suelo de terrazo y el mármol travertino.
En 2008, PNC Financial Services, con sede en Pittsburgh, adquirió el ediedificio y en 2010 lo renombró PNC Bank Building.
En 2017 se vendió por 9,6 millones de dólares a PLT Holdings, una sociedad de responsabilidad limitada que se registró para hacer negocios en Ohio en 2013.

## Galería

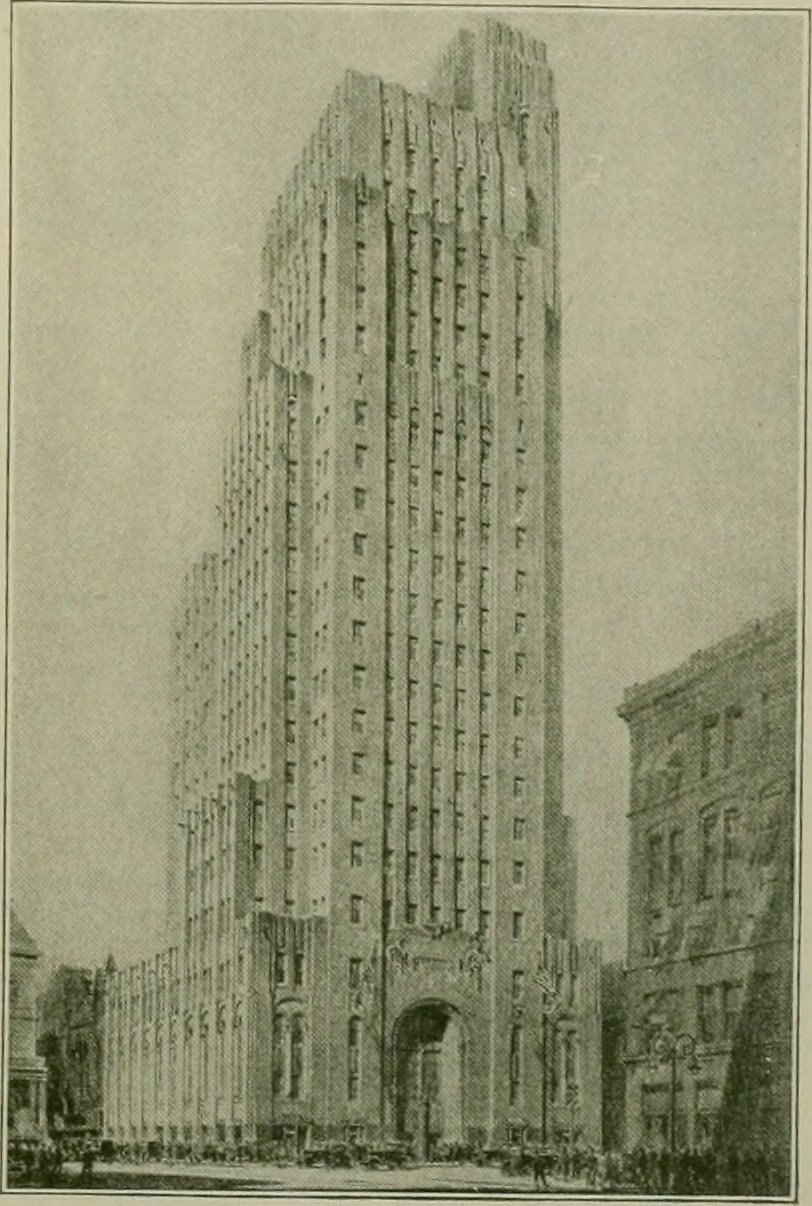
Dibujo del proyecto
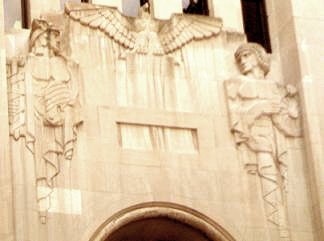
Arco de 14 m en la entrada principal
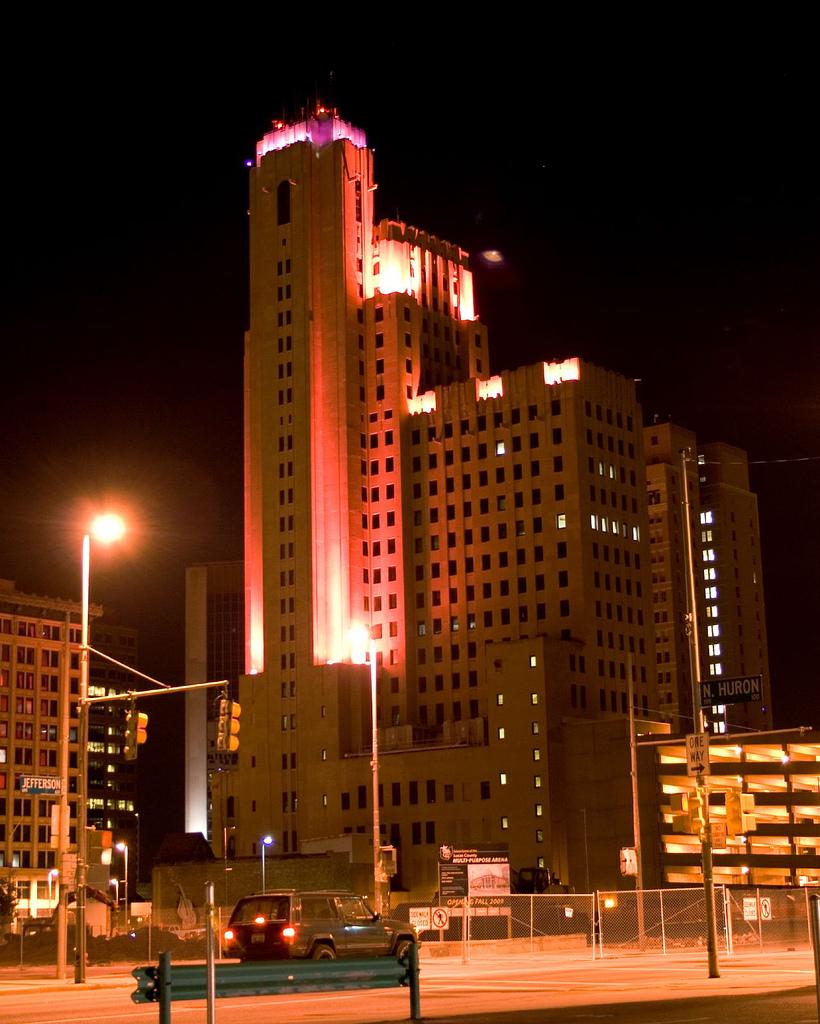
Vista nocturna